# 오들리 해리슨
오들리 휴 해리슨(영어: Audley Hugh Harrison, MBE, 1971년 10월 26일~)은 영국의 권투 선수이다. 2000년 하계 올림픽  최중량급에서 금메달을 획득하며 최중럅급 올림픽 금메달을 획득한 최초의 영국 권투 선수가 되었다.

## 서훈
- 2001년 대영 제국 훈장 5등급(MBE) 수훈[1]